# Révolution des trois districts
La révolution des trois districts (chinois : 三区革命 ; pinyin : sānqū gémìng) est une révolution qui a eu lieu pendant la république de Chine (1912-1949), en 1944, dans le nord de la province du Xinjiang dans les trois districts qui sont devenus aujourd'hui les préfecture autonome kazakhe d'Ili, préfecture de Tacheng (ou Tarbagata) et préfecture d'Altay, et conduit à une république soviétique autonome de 1944 à 1949, au sein du Xinjiang, aidée par l'Union soviétique dont elle devient un état satellite.
Une Première République autonome était situé à Kashgar, au Sud-Ouest du Xinjiang et a duré cinq mois de décembre 1933 à avril 1934, au début du contrôle de province par le seigneur de la guerre, Sheng Shicai.